# Silvretta

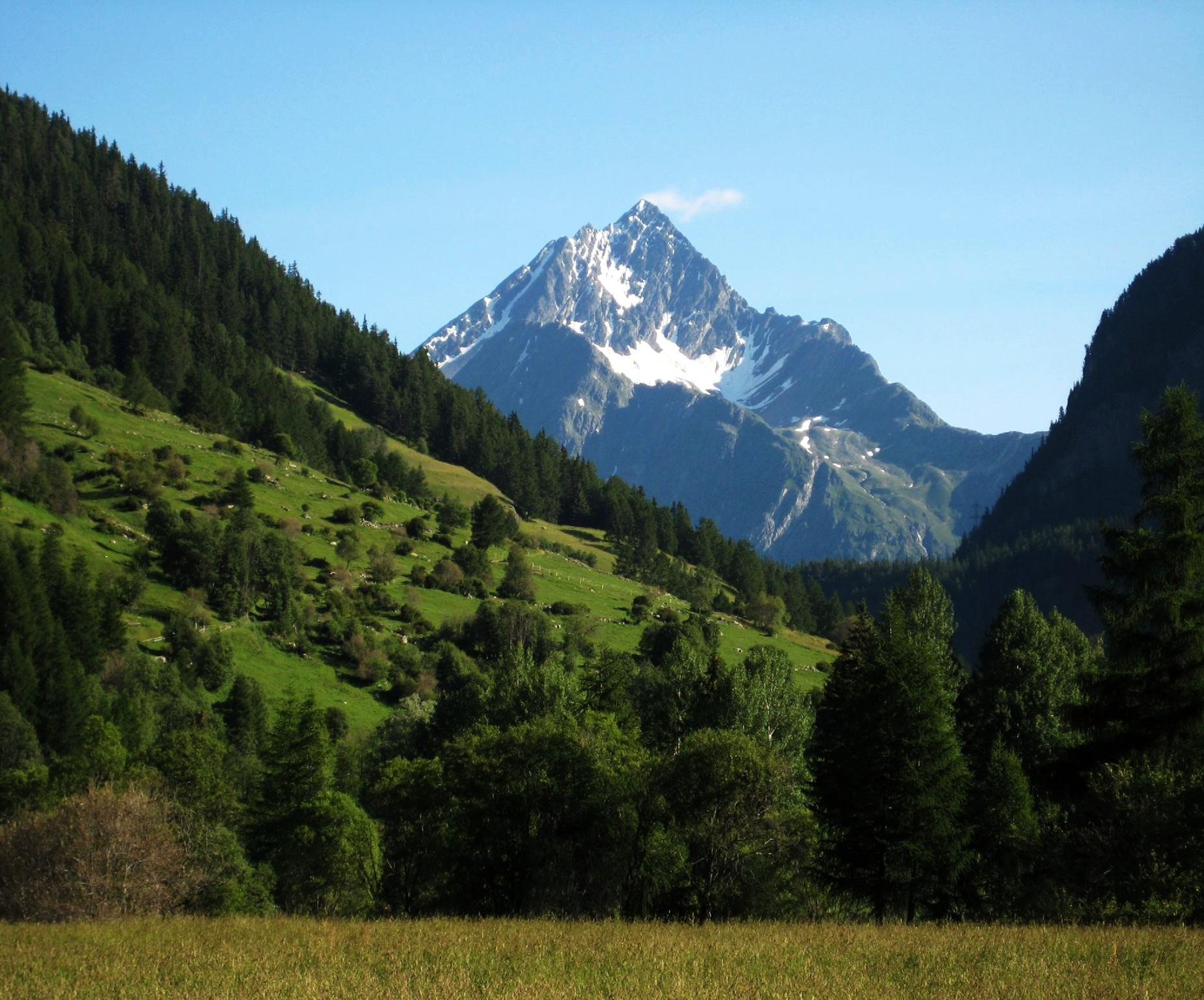
Piz Linard

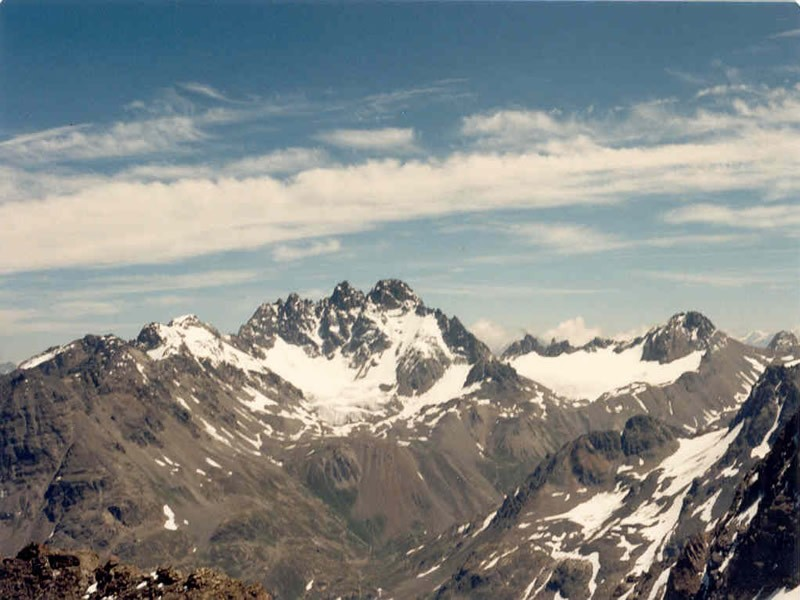
Fluchthorn

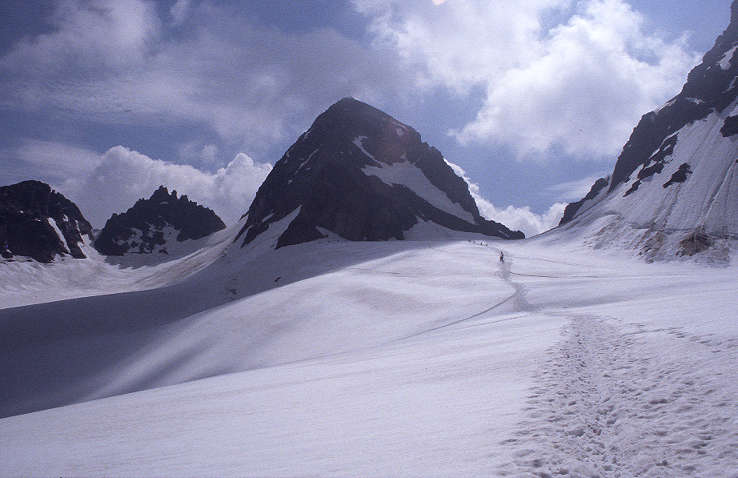
Piz Buin

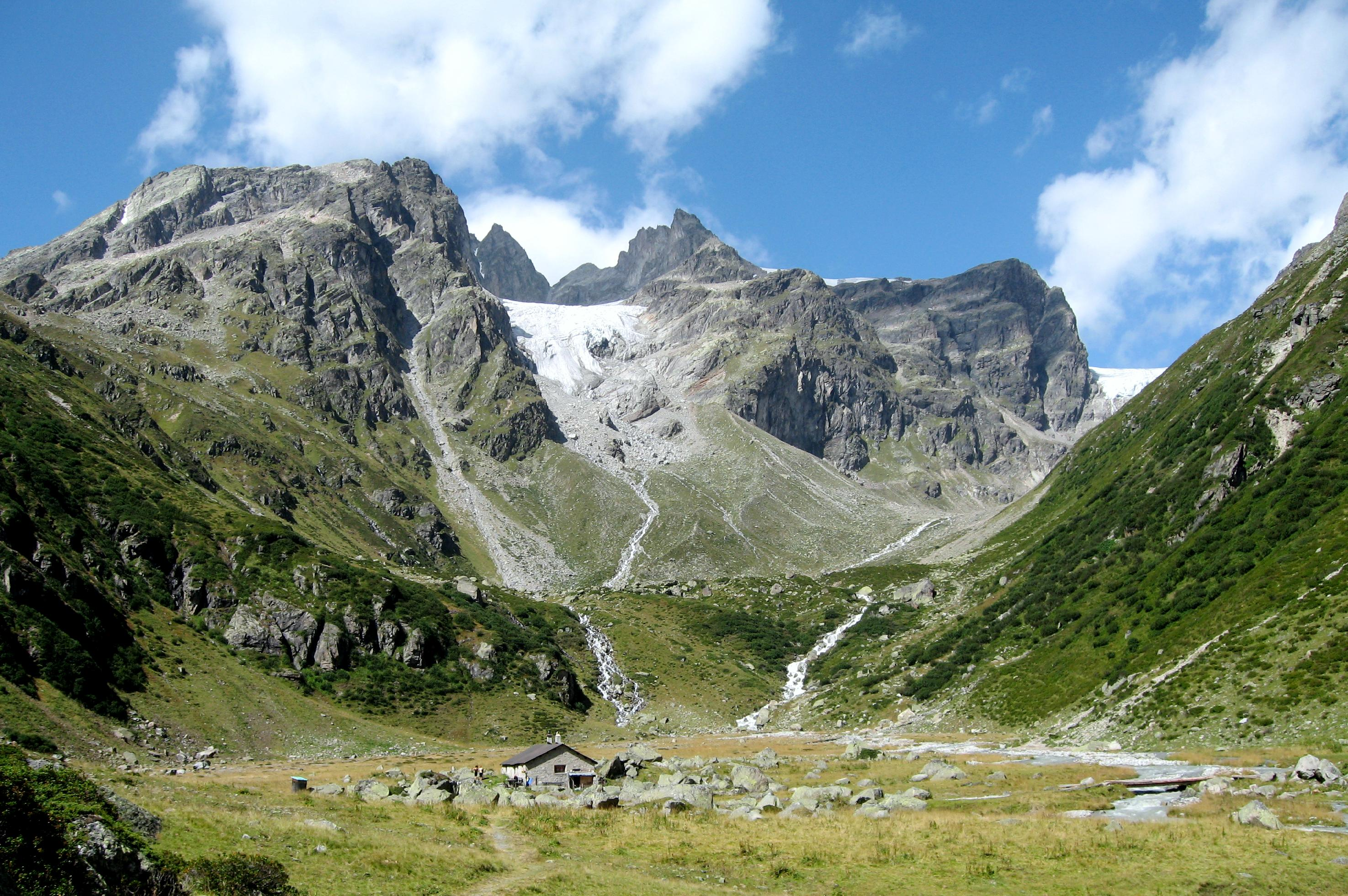
Verstanclahorn

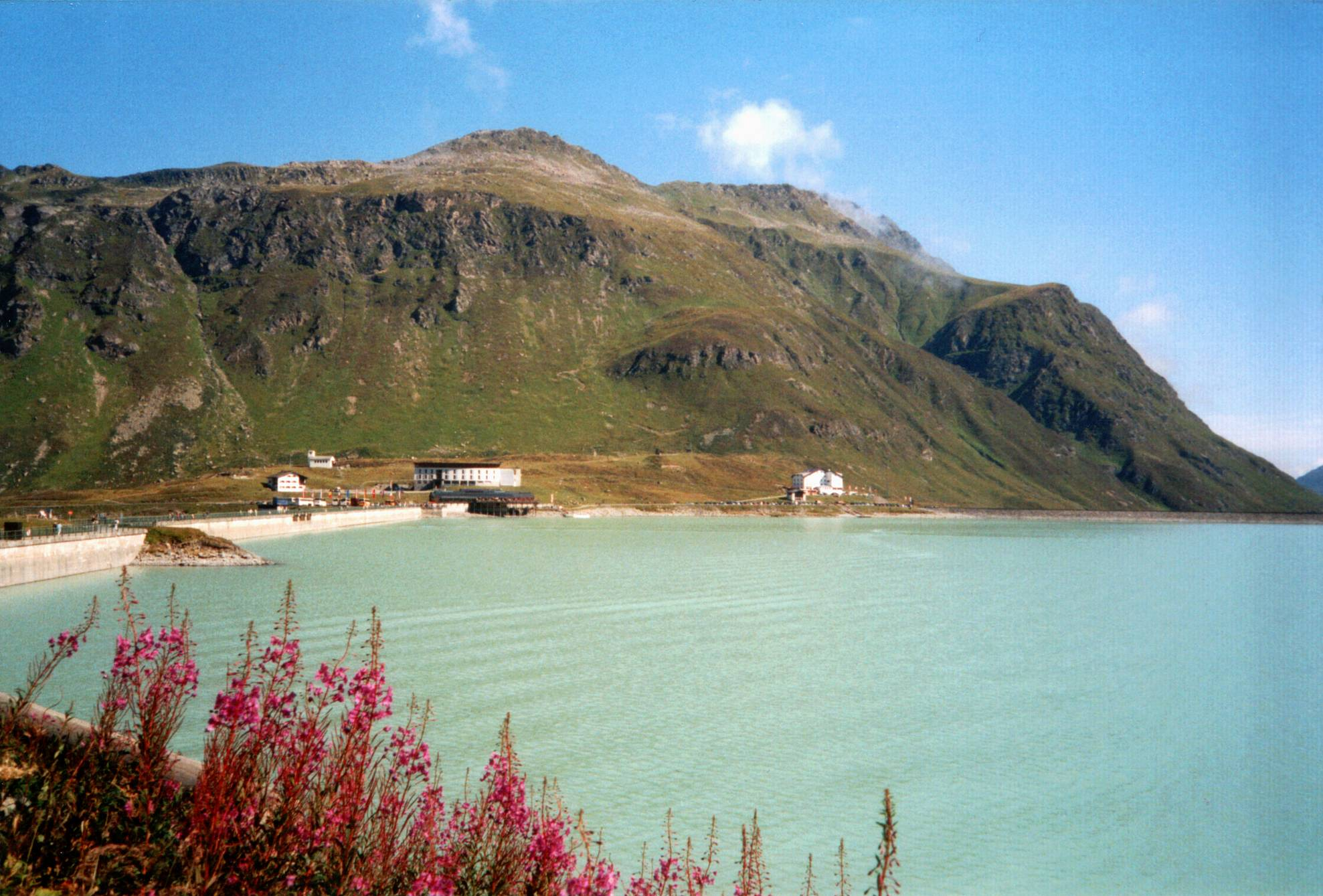
Jezioro Silvretta

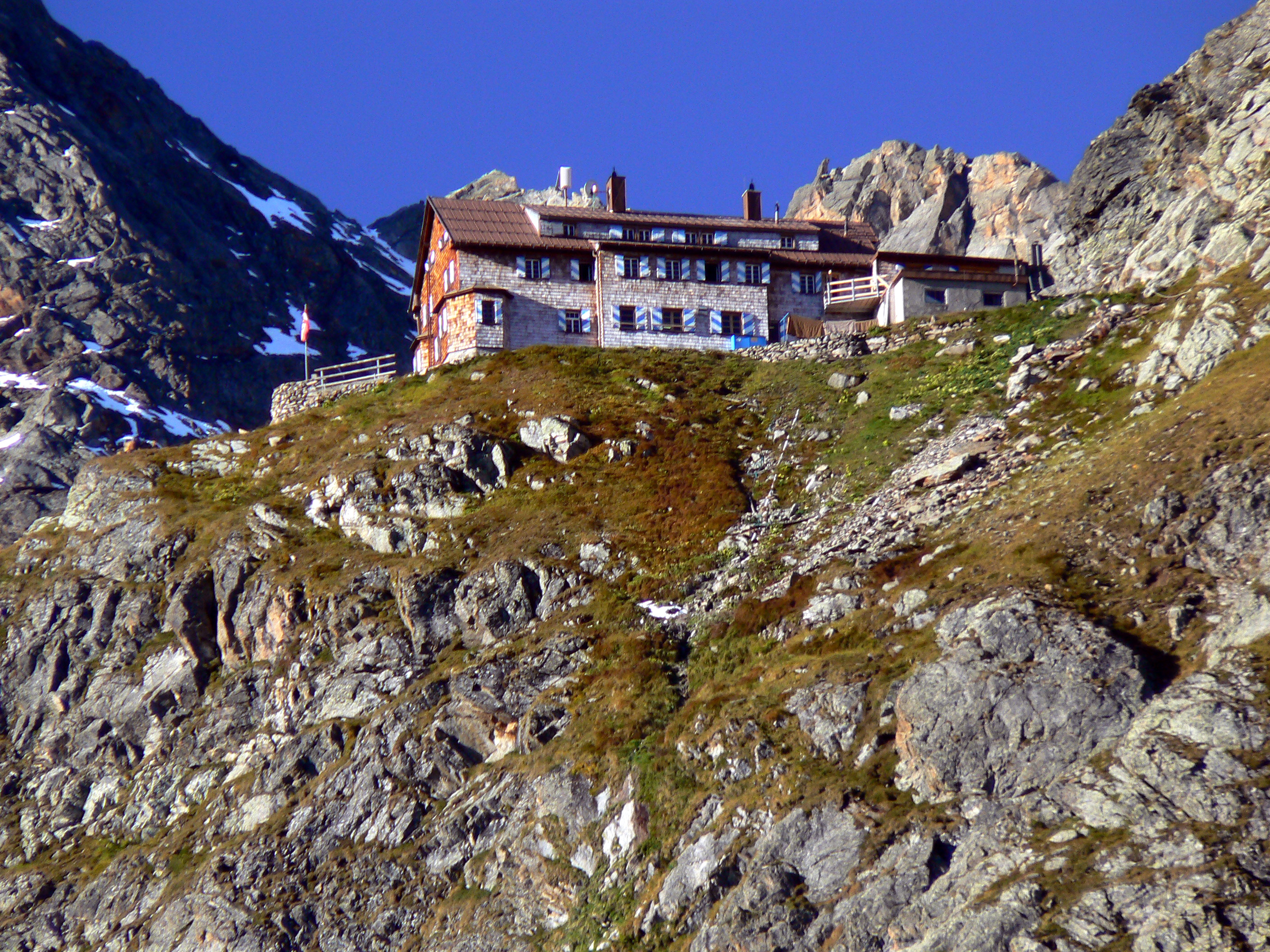
Schronisko Saarbrücker Hütte

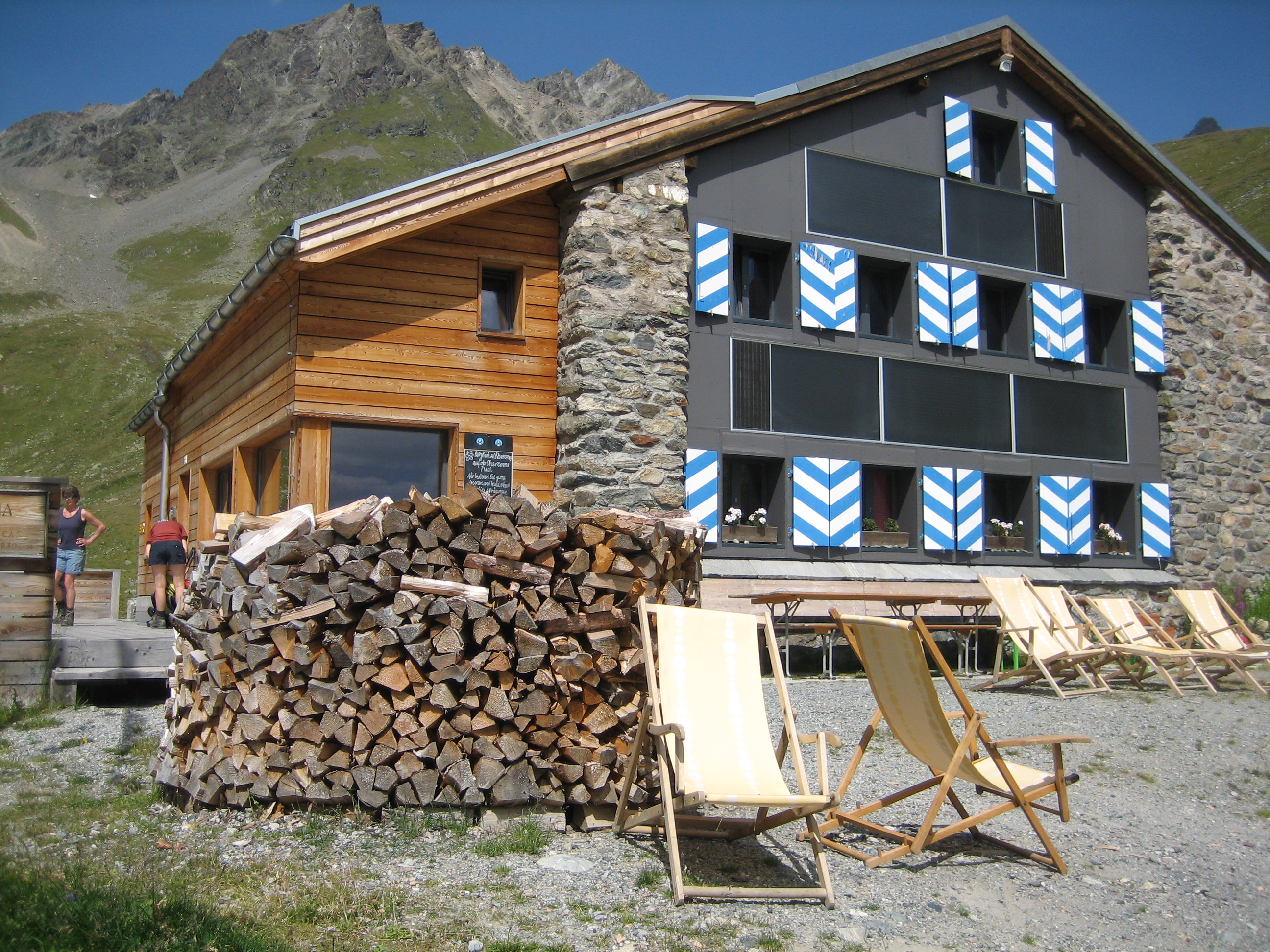
Schronisko Chamonna Tuoi

Silvretta (niem. Silvrettagruppe) – masyw górski w Alpach Retyckich w Centralnych Alpach Wschodnich, położony na granicy austriacko-szwajcarskiej. Jego najwyższy szczyt to Piz Linard (3411 m). 

## Topografia
Silvretta obok Berninagruppe, Bergell, Rätikonu, Ferwallu i Samnaungruppe jest wysokim, wyodrębnionym masywem w obrębie Alp Retyckich. Zarazem stanowi kontynuację głównej grani Wschodnich Alpach Centralnych, biegnącej od wschodu poprzez Niskie Taury, Wysokie Taury, Alpy Zillertalskie, Stubaier Alpen, Alpy Ötztalskie, Samnaungruppe.
Od położonego na północy masywu Ferwall Silvretta oddzielona jest głębokimi dolinami Paznaun oraz Montafon. Z masywem tym łączy się poprzez przełęcz Zeinisjoch (1842 m). Od położonego na południe Masywu Berniny Silvrettę odgranicza fragment doliny Innu, znany jako Dolna Engadyna. Od południowego zachodu z masywem graniczy dolina Prättigau.
Silvretta łączy się bezpośrednio z położonym od niej na wschód pasmem Samnaungruppe. Granicą między obydwoma grupami górskimi jest przełęcz Cuolmen d'Fenga oraz doliny Val Fenga i Val Chöglia. Natomiast od strony zachodniej Silvretta przechodzi w znacznie niższy od niej masyw Rätikon. Granicę między obydwoma masywami stanowią przełęcz Schlappiner Joch oraz dolina Gargellental.

## Najwyższe szczyty
- Piz Linard (3411 m),
- Fluchthorn – wierzchołek południowy (3399 m),
- Piz Buin (3312 m),
- Verstanclahorn (3301 m),
- Piz Fliana (3284 m),
- Silvrettahorn (3244 m),
- Augustenspitze (3228 m),
- Plattenhörner (3221 m),
- Dreiländerspitze (3197 m),
- Piz Tasna (3179 m),
- Großes Seehorn (3123 m),
- Großlitzner (3109 m)
- Flüela Wisshorn (3088 m),
- Piz Minschun (3072 m).

## Schroniska
- Część austriacka:
  - Jamtalhütte (2165 m),
  - Madlenerhaus (1986 m),
  - Saarbrücker Hütte (2538 m),
  - Tübinger Hütte (2191 m),
  - Wiesbadener Hütte (2443 m),
  - Klostertaler Umwelthütte (2362 m).

- Część szwajcarska:
  - Linardhütte (2327 m),
  - Fergenhütte (2141 m),
  - Seetalhütte (2065 m),
  - Silvrettahütte (2341 m),
  - Chamonna Tuoi (2250 m).

## Geologia
Silvretta zbudowana jest ze skał metamorficznych. Przeważają twarde gnejsy, które miejscami przechodzą w łupki krystaliczne. Spotyka się też często amfibolity, których głównym składnikiem jest hornblenda. Taki skład wskazuje, że amfibolity są produktem głębokiej metamorfizacji alkalicznych, magmowych skał wylewnych.
Silvretta charakteryzuje się typowo alpejską rzeźbą. Występują wybitne szczyty i ostre granie. Towarzyszą im wysokogórskie kotły i głębokie doliny, przeważnie U-kształtne. Rzeźba jest wynikiem działalności lodowców pokrywających w okresie plejstoceńskim całość masywu. Lodowce zachowane są obecnie w wyższych partiach gór. Wypełniają one wysoko położone wielkie kotły polodowcowe położone zarówno po północnej, jak i południowej stronie głównej grani masywu, np. Silvretta-Gletscher, Ochsentaler Gletscher, Jamtalferner, Vadretta da Chalus, Vadretta d'Urezas, Vadretta da Fenga.

## Etnologia
W średniowieczu doliny otaczające Silvrettę zamieszkiwała ludność mówiąca dialektami języka romansz należącego do starożytnej grupy języków retoromańskich. Świadczy o tym sama nazwa masywu, a także liczne toponimy, tj. nazwy szczytów (np. Piz Buin, Piz Fenga, Piz Davo Lais), przełęczy (np. Culmen d'Fenga, Cairuna Lade), dolin (np. Montafon, Val Fenga, Val Urschai), rzek (np. Tisanna, La Biancla). W czasach nowożytnych dialekty retoromańskie wypierane były stopniowo przez dialekty języka wysokoniemieckiego i kilka wieków temu zanikły całkowicie po północnej stronie masywu. Dialekty języka romansz zachowały się jednak do chwili obecnej po południowej stronie Silvretty, będącej pod administracją szwajcarską i należącej do kantonu Gryzonia. W kantonie tym język romansz jest jednym z oficjalnych języków urzędowych.

## Turystyka
Region jest często odwiedzany przez turystów. Zwiedzanie umożliwiają schroniska wysokogórskie, znajdujące się zarówno po północnej (austriackiej) jak i południowej (szwajcarskiej) stronie masywu. Jednakże główne szczyty są dość trudno dostępne, a wejście na nie wymaga doświadczenia wysokogórskiego i użycia sprzętu alpinistycznego.
Przez przełęcz Bielerhöhe prowadzi dostępna dla samochodów asfaltowa szosa wysokogórska (płatna). Na przełęczy położone jest duże sztuczne jezioro zaporowe Silvretta. Z przełęczy, na której znajdują się obszerny parking, restauracja i hotel, podziwiać można szerokie widoki.
Doliny Paznaun oraz Montafon są wielkimi ośrodkami narciarskimi. Corocznie przyjeżdżają tu dziesiątki tysięcy turystów i narciarzy.

## Gospodarka
Tradycyjnym zajęciem ludności było rolnictwo, hodowla zwierząt i ich wypas na wysokogórskich halach, a także drobne rzemiosło. Obecnie podstawą gospodarki całego regionu jest rozwinięta turystyka.